# Eurylaimus ochromalus
El eurilaimo negrigualdo (Eurylaimus ochromalus) es una especie de ave paseriforme de la familia Eurylaimidae que vive en el sureste asiático.

## Distribución y hábitat
Se encuentra en las selvas de Birmania, Brunéi, Indonesia, Malasia, Singapur y Tailandia. Está amenazado por la pérdida de hábitat.